# Fiat G.50 Freccia
Pour les articles homonymes, voir G50.
Le Fiat G.50 Freccia est un avion de chasse italien de la Seconde Guerre mondiale.

## Conception
Dans l'histoire de l'aviation italienne le G.50 fut le premier chasseur monoplan entièrement métallique et doté d'un train escamotable de l'Aeronautica Militare. Le projet fut présenté en 1936 au concours du ministère italien et adopté après quelques modifications, notamment du train et de l'armement. 1 237 exemplaires furent construits au total.

## Engagements
Quelques exemplaires furent envoyés en Espagne en janvier 1939 pour les juger en conditions réelles. Il servit sur tous les principaux fronts en Grèce, Afrique, Méditerranée. À chaque fois son infériorité face à ses adversaires, en particulier son trop faible armement et son manque de vitesse, fut mise en évidence.

## Utilisateurs
- Croatie - 9 exemplaires du Fiat G.50bis et 1 avion d'entraînement (Costruzioni Meccaniche Aeronautiche S.A.) G.50B furent livrés en 1942. Les avions avaient été commandés et payés par le royaume de Yougoslavie.

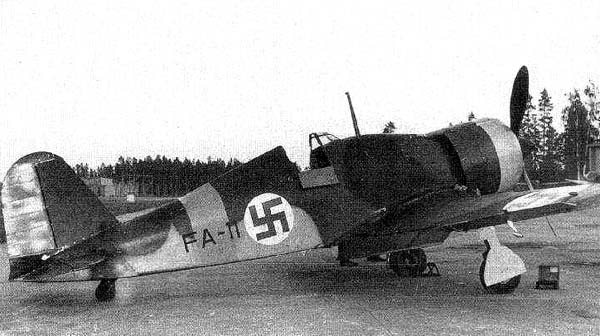
Fiat G.50 finlandais

- Finlande - 35 exemplaires du Fiat G.50 furent livrés entre décembre 1939 et juin 1940. Deux furent perdus au cours des vols de transfert, les 7 et 8 février 1940. Les premiers avions furent affectés à la base HLeLv 26 d'Utti et déplacés à Joroinen en février 1940. Le transfert fut retardé par les forces allemandes qui étaient alliées des soviétiques par le pacte de non-agression. Les avions Fiat ne furent pas utilisés avant la signature du traité de paix entre l'URSS et la Finlande le 12 mars. Le baptême du feu des avions Fiat G.50 finlandais eut lieu le 25 juin 1941, date de l'attaque soviétique sur le territoire finlandais. Ce jour-là, les pilotes finlandais à bord des avions de chasse Fiat abattirent 13 bombardiers Tupolev SB. Après ce premier « exploit », les avions Fiat furent utilisés jusqu'à la fin du conflit en remportant de belles victoires, abattant 177 avions ennemis entre le 30 novembre 1939 et le 4 septembre 1944, contre 41 avions perdus au total (Fiat G.50, Gloster Gladiator, Brewster B-239, Bristol Bulldog 2A, Fokker D.XXI). Le nombre exact des Fiat G.50 perdus n'est pas connu officiellement. Les derniers avions Fiat G.50 furent retirés du service en 1947.

- Italie 1861-1946 - Aviation Royale -  République sociale italienne - Aviation nationale républicaine italienne.

- Espagne 1939-1945 - Ejército del Aire : 11 exemplaires qui appartenaient à l'Aviation légionnaire italienne en Espagne seront cédés au Grupo de Caza 27 de l'Ejercito de l'Aire, avec quelques Heinkel He 112 de fabrication allemande. Un dernier exemplaire des Fiat G.50 Freccia était encore opérationnel au début de l'année 1943.

## Versions
- Fiat G.50bis : modifications de la dérive et du timon, en complément aux modifications déjà programmées à partir du 46° exemplaire de série. Premier vol le 13 septembre 1940. 421 exemplaires furent construits : 344 par Fiat Avio et 77 par Costruzioni Meccaniche Aeronautiche S.A.. La version "bis" eu deux variantes dérivées : 
  - Fiat G.50bis A : version d’assaut. G.50 convertis en chasseurs-bombardiers avec 300 kg de bombes.
  - Fiat G.50bis A/N : prototype de chasseur destiné aux porte-avions Aquila et Sparviero. Il vola pour la première fois le 3 octobre 1942. L'armement prévoyait 4 mitrailleuses de 12,7 mm et une bombe de 250 kg.
- Fiat G.50ter : prototype avec moteur Fiat A.76 RC.40 de 1 000 ch qui vola en juin 1941 à 530 km/h.
- Fiat G.50V : prototype avec moteur Daimler-Benz DB 601 (en). Il vola pour la première fois le 25 août 1941 à 580 km/h
- CMASA G.50b : Variante à doubles commandes pour la formation des pilotes de chasse. Effectua son premier vol le 30 avril 1940. 100 exemplaires furent construits entre 1940 et 1943. Détail caractéristique : son long toit transparent.

## Avions encore existants
Un seul Fiat G.50 croate est encore complet de nos jours. Depuis 2006 l'avion est stocké en attente de restauration au Musée de l'aviation de Belgrade.

### Aéronefs comparables
- Bloch MB.152
- Curtiss P-36
- Curtiss-Wright CW-21
- Focke-Wulf Fw 190
- Hawker Hurricane
- IAR-80
- Macchi MC.200
- Messerschmitt Bf 109
- Mitsubishi A6M Zero
- Nakajima Ki-43
- Reggiane Re.2000
- Rogožarski IK-3
- Seversky P-35